# Gonzalo Verdú
Gonzalo Cacicedo Verdú (nascut el 21 d'octubre de 1988) és un futbolista professional espanyol que juga com a central al FC Cartagena.

## Carrera de club
Nascut a Cartagena, Regió de Múrcia, Verdú va passar la major part de la seva carrera a les lligues inferiors del seu país. L'any 2010-11 va debutar professionalment amb l'Albacete Balompié, la seva aportació va consistir en sis partits en una temporada que va acabar amb el descens des de Segona Divisió; la seva primera aparició a la competició va ser el 23 d'abril de 2011, jugant 60 minuts, com a substitut, en una derrota a domicili per 4-2 contra el Xerez CD.
Verdú va continuar la seva carrera a Segona Divisió B els anys següents, representant el CA Osasuna B, Orihuela CF, Córdoba CF B, CD Guadalajara, FC Cartagena i Elx CF. Va guanyar dos ascensos en tres anys amb l'últim d'aquests clubs, i va arribar a la Lliga al final de la campanya 2019-20 com a un dels capitans.
Verdú va debutar a la màxima categoria espanyola el 26 de setembre de 2020, titular i amonestat en la derrota a casa per 0-3 davant la Reial Societat; tenia 31 anys i 11 mesos. L'agost de 2021, va signar un nou contracte fins al 2023.
El 23 d'octubre de 2022, Verdú va marcar el seu únic gol a la divisió principal, tancant un empat 2-2 al RCD Espanyol. El juny següent, va abandonar l'Estadi Manuel Martínez Valero després de l'expiració del seu vincle i va signar un contracte de dos anys amb el seu antic club Cartagena el 10 de juliol.